# Хмельницкий район (Винницкая область)
Хмельни́цкий район (укр. Хмільницький район), также Хмельникский райо́н — административная единица на северо-западе Винницкой области Украины. Административный центр — город Хмельник.

## География
Площадь района — 3701 км² (в старых границах до 2020 года — 1250 км²).
Основная река — Южный Буг.

## История
Район образован в 1918 году.
17 июля 2020 года в результате административно-территориальной реформы район был укрупнён, в его состав вошли территории:
- Хмельницкого района,
- Калиновского района,
- Казатинского района,
- частично Литинского района (северная часть: Уладовский сельсовет),
- а также городов областного значения Хмельник и Казатин.

## Население
Численность населения района в укрупнённых границах — 188,3 тыс. человек.
Численность населения района в границах до 17 июля 2020 года по состоянию на 1 января 2020 года — 34 576 человек (всё — сельское).

## Административное устройство
Район в укрупнённых границах с 17 июля 2020 года делится на 9 территориальных общин (громад), в том числе 3 городские, 1 поселковую и 5 сельских общин (в скобках — их административные центры):
- Городские:
  - Хмельникская городская община (город Хмельник),
  - Калиновская городская община (город Калиновка),
  - Казатинская городская община (город Казатин);
- Поселковые:
  - Глуховецкая поселковая община (пгт Глуховцы),
- Сельские:
  - Ждановская сельская община (село Войтовцы),
  - Ивановская сельская община (село Иванов),
  - Махновская сельская община (село Махновка),
  - Самгородокская сельская община (село Самгородок),
  - Улановская сельская община (село Уланов).

### История деления района
Количество местных советов (рад) в старых границах района до 17 июля 2020 года:
- сельских — 30

Количество населённых пунктов в старых границах района до 17 июля 2020 года:
- сёл — 78
- посёлков сельского типа — 2

Всего — 80 населённых пунктов.

## Культура
Санаторий «Хмельник» расположен в смешанном лесу недалеко от города. Один из крупных санаториев курорта с развитой инфраструктурой.